# Kozlovice (district de Frýdek-Místek)
Pour les articles homonymes, voir Kozlovice.
Kozlovice (en allemand : Potzmannsdorf) est une commune du district de Frýdek-Místek, dans la région de Moravie-Silésie, en République tchèque. Sa population s'élevait à 3 061 habitants en 2021.

## Géographie
Kozlovice se trouve à 13 km au sud-ouest de Frýdek-Místek, à 26 km au sud d'Ostrava et à 280 km à l'est-sud-est de Prague.

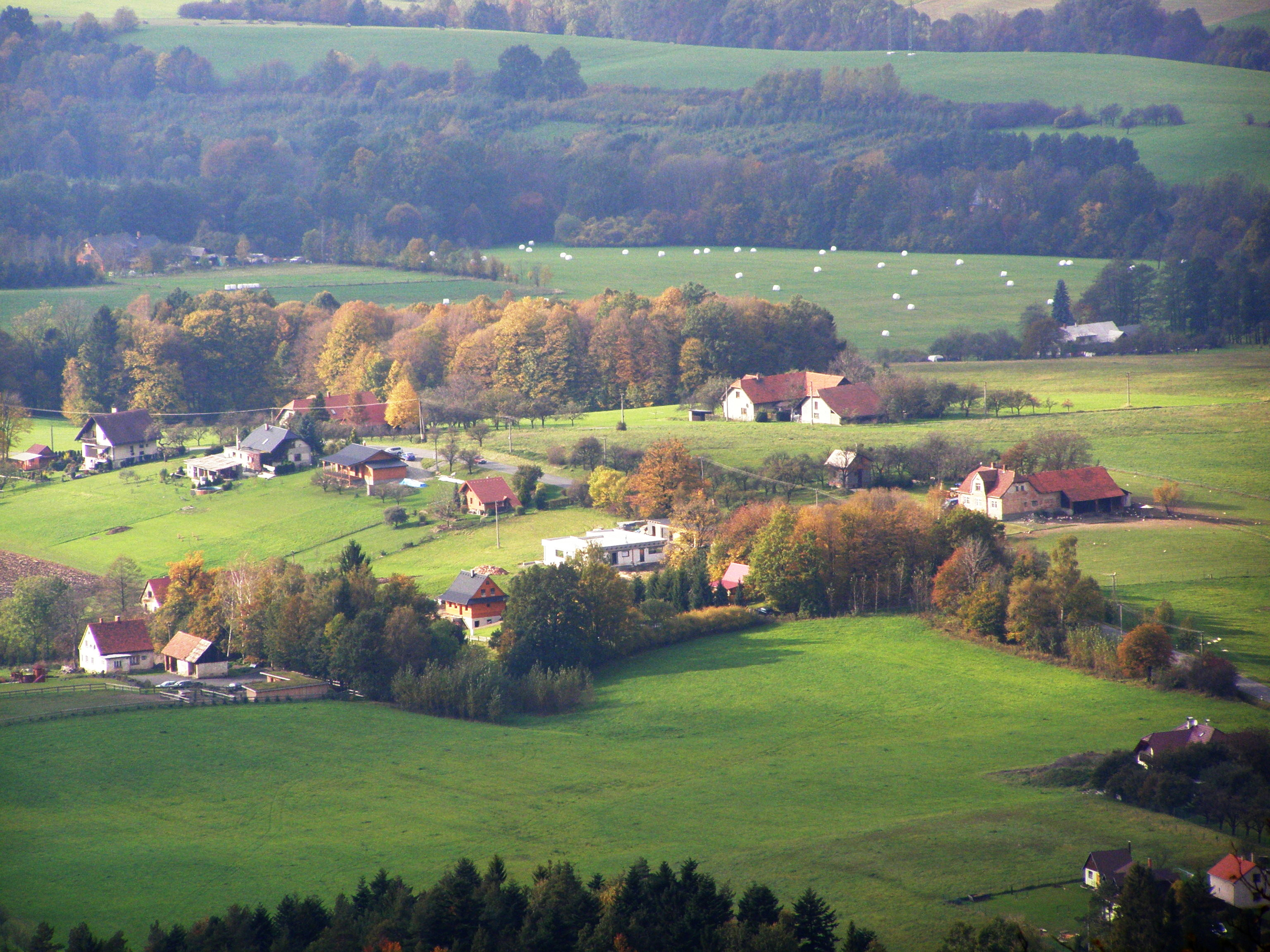
Jarošov (Kozlovice) : vue aérienne.

La commune est limitée par Palkovice au nord, par Lhotka et Pstruží à l'est, par Kunčice pod Ondřejníkem au sud, par Tichá au sud-ouest et par Kopřivnice et Hukvaldy au nord-ouest.

## Histoire
La première mention écrite du village date de 1294.

## Administration
La commune se compose de deux quartiers :
- Kozlovice
- Měrkovice

## Transports
Par la route, Kozlovice se trouve à 15 km de Frýdek-Místek, à 33 km d'Ostrava et à 350 km de Prague.